# Polycleptis inermis
Polycleptis inermis är en insektsart som beskrevs av Karsch 1891. Polycleptis inermis ingår i släktet Polycleptis och familjen vårtbitare. Inga underarter finns listade i Catalogue of Life.